# Eduardo Valente Simões
Eduardo Valente Simões (São Paulo, 3 de junho de 1906 – 17 de fevereiro de 1998) foi um farmacêutico brasileiro.
Graduado em farmácia pela Escola de Farmácia e Odontologia de São Paulo em 1925. Foi eleito membro da Academia Nacional de Medicina em 1969, sucedendo Renato Kehl na Cadeira 93, que tem Belisário Penna como patrono.